# Grandes-Piles
Pour les articles homonymes, voir Pile.
Grandes-Piles est une municipalité de village du Québec située dans la municipalité régionale de comté de Mékinac et dans la région administrative de la Mauricie, au Canada.

## Histoire
Les premiers colons arrivèrent dans le territoire actuel de Grandes-Piles vers 1850. Ils furent attirés par la région notamment en raison des grands peuplements de pins blanc et rouge. En 1852, la société "Norcross & Philips" obtint les droits d'exploitation dans la vallée du Saint-Maurice. De 1852 à 1855, la rivière Saint-Maurice fut draguée entre La Tuque et Trois-Rivières et aménagée en vue du transport du bois par flottaison. À cause de sa position géographique stratégique en haut des chutes de Grand-Mère et Shawinigan, Grandes-Piles devint la porte d'entrée des bûcherons, des draveurs et des entrepreneurs forestiers. En 1878, la première scierie du village fut construite, ce qui entraîna un boom industriel conduisant à la construction d'un chemin de fer entre Trois-Rivières et Grandes-Piles.
Le bureau de poste ouvrit en 1882. En 1885, le village fut incorporé comme la municipalité de paroisse de Saint-Jacques-des-Piles, nommé en l'honneur du père Jacques Buteux, explorateur et martyr canadien. À cette époque, Grandes-Piles était devenu la principale plaque tournante du transport pour atteindre la Haute-Mauricie par la rivière Saint-Maurice, grâce à des entrepôts et un accès ferroviaire. En 1890, quatorze fours à charbon furent installés et du fer produit dans la ville jusqu'en 1920. Le chemin de Saint-Jacques-des-Piles fut construit en 1925. 
En 1966, Saint-Jacques-des-Piles fut rebaptisé Grandes-Piles. En 1988, il changea son statut de village à municipalité. En 1997, la Compagnie de flottage du St-Maurice, la société responsable de la drave sur la rivière Saint-Maurice, cessa ses activités et le littoral à vocation industrielle de Grandes-Piles changea de vocation pour les services aux touristes et aux voyageurs de la route.

## Géographie
Situé dans le Canton de Radnor (Québec), ce petit village est situé sur une falaise surplombant la rivière Saint-Maurice sur la rive est. Ce village fait face au village de Saint-Jean-des-Piles. Jadis, annuellement des ponts de glace reliant les deux villages étaient aménagés de décembre à mars. La partie nord-ouest de la municipalité fait face au Parc national de la Mauricie, situé sur la rive ouest de la rivière Saint-Maurice.
Cette municipalité a été le berceau du flottage du bois en Mauricie, lequel s'est arrêté en 1996 après 150 ans. Grandes-Piles s'avère un site historique de l'industrie forestière. Depuis 1996, la réouverture de la voie navigable aux plaisanciers sur la rivière Saint-Maurice offre un plan d'eau de prédilection pour les sports nautiques et un paradis pour la voile. L'hiver, la rivière gelée et les falaises enneigées deviennent un vaste espace pour les sports d'hiver. La navigation de plaisance se pratique généralement bien entre Grand-Mère (Québec) et La Tuque, particulièrement lorsque les eaux sont hautes.
Les plans d'eau de la municipalité se déversent dans l'une des trois rivières suivantes : 
- La rivière Saint-Maurice: crique des îles (provenant du lac des Îles), crique à Jacob (provenant des lacs Cordon et Doris), crique à Marcouiller (provenant du lac Marcouiller), crique à Denoncourt (drainant le lac à Laing, et le territoire au nord-est du village) ;
- La Rivière Mékinac du Nord, émissaire du lac Roberge et drainant les eaux venant du territoire de Sainte-Thècle et de Saint-Roch-de-Mékinac et de Grandes-Piles, notamment le lac Clair ;
- La Rivière Mékinac du Sud dont les plans d'eau de tête dans Grandes-Piles sont en région montagneuse: lac Gabriel, lac du Castor, Lac à la Truite, lac Gagnon, lac des Caribous, lac de la Bouteille, et les deux lacs Jean-Baptiste. Cette rivière passe par le Tavibois qui est aménagé sur la limite entre le territoire de Grandes-Piles et d'Hérouxville. Puis cette rivière s'abreuve du ruisseau Rouille, avant de se diriger vers le nord-est, pour aller rejoindre la rivière Mékinac du Nord dans Saint-Tite.

Le sommet de la montagne entre le lac Marcouiller et le lac Gabriel est situé à seulement deux kilomètres de la rivière Saint-Maurice. Il en est de même de la montagne entre le crique à Jacob et le lac Marcouiller. La ligne de partage des eaux entre la rivière Saint-Maurice et la rivière Batiscan passe par ces endroits. Ainsi, malgré sa proximité avec la rivière Saint-Maurice, une bonne partie du territoire de Grandes-Piles fait partie du bassin versant de la rivière Batiscan.

## Démographie
| 1991 | 1996 | 2001 | 2006 | 2011 | 2016 | 2021 |
| ---- | ---- | ---- | ---- | ---- | ---- | ---- |
| 363  | 371  | 374  | 350  | 361  | 415  | 493  |

Logements privés occupés par les résidents permanents (2011) : 186 (sur un total de 234 logements).
Langue maternelle :
- Le français comme langue maternelle : 97,2 %
- L'anglais comme langue maternelle : 1,4 %
- L'anglais et le français comme première langue : 0,0 %
- Autres langues maternelles : 1,4 %

## Administration
Les élections municipales se font en bloc pour le maire et les six conseillers.
| Grandes-Piles Maires depuis 2001                                                                                     |                     |         |          |
| Élection | Maire               | Qualité | Résultat |
| 2001 | Marcel Bélanger     |         | Voir     |
| 2005 | Marcel Bélanger     | Voir    |          |
| 2009 | Jean-Pierre Ratelle |         | Voir     |
| 2013 | Daniel Petit        |         | Voir     |
| 2017 | Michel Germain      |         | Voir     |
| 2021 | Caroline Clément    |         | Voir     |
| Élection partielle en italique Depuis 2005, les élections sont simultanées dans toutes les municipalités québécoises |                     |         |          |

## Attraits
Grandes-Piles réserve plusieurs attraits pour les visiteurs sur les bords de la rivière Saint-Maurice:
1. Le Musée du bûcheron (village forestier)[3] qui est une destination touristique majeure en Mauricie, raconte l'histoire de la drave et de la région. Situé dans le village pittoresque de Grandes-Piles, ce musée couvre cent ans d’histoire (1850-1950) par le biais d'une visite guidée de 25 camps thématiques reliés aux différentes dépendances d'un camp traditionnel, dont la cache, le camp des hommes, la cookerie, l’écurie, la forge, la grange, l'office, la limerie, la maison du draveur, le mesureur, le moulin à scie, la shed à voiturerie, la tour du garde-feu... Le musée est aussi doté d’une salle de diaporama et des documentaires. Les visiteurs constatent le rude mode de vie des gens de chantier (surtout des hommes) et leurs instruments de travail. Horaire: de juin à octobre.
2. Le parc municipal avec sa vue panoramique, doté d'un quai et de tables de pique-nique près de la crique à Marcouiller sur les bords de la route 155. Ce parc offre une vue splendide sur la rivière St-Maurice et sur la "Pointe à la mine". Ce parc est le lieu de rassemblement pour plusieurs évènements tels les concerts d’été, la fête nationale, le Festi-Volant, différentes fêtes familiales, mariages, etc.
3. La nature et ses falaises. Entre les villages de Grandes-Piles et de Saint-Roch-de-Mékinac, la route riveraine (route 155) du côté est de la rivière Saint-Maurice offre une vue imprenable sur les falaises du "3e rang Est de la rivière Saint-Maurice". En sus, les visiteurs peuvent compléter un circuit routier en empruntant la route 159 pour admirer le panorama entre Saint-Roch-de-Mékinac et Saint-Tite.
4. Aire Nature Grandes-Piles (Lac Clair)[4], une aire protégée située dans le 4e rang et accessible par la route 159; l'intersection de la route du lac Clair est située entre le Lac Roberge (Grandes-Piles) et le second lac Roberge. Aire Nature Grandes-Piles offre des sites de camping rustique, tentes prospecteurs et un chalet. Les amants de la nature peuvent y pratiquer plusieurs activités dans la nature: canot, kayak, plongée en apnée, randonnée pédestre, géocaching, pêche à la truite et même rejoindre le Sentier national. Les visiteurs y découvrent de magnifiques paysages montagneux, y faire l’interprétation de la faune terrestre et de la flore.
5. La marina de Grandes-Piles[5] est dotée de diverses services pour les plaisanciers, notamment une rampe de mise à l'eau, un restaurant avec terrasse et des quais pouvant accueillir plus de 100 bateaux. Les plaisanciers bénéficient de l'immense plan d'eau engendré par le barrage hydroélectrique de Grand-Mère. La montée des eaux avait inondé les anciennes chutes sur la Saint-Maurice, près du village de Grandes-Piles.
6. Le Centre Tavibois[6], situé à l'extrémité ouest du rang Saint-Pierre-Nord, sur la limite entre Hérouxville et Grandes-Piles. Propriété de la communauté des Filles de Jésus, ce domaine offre divers services toutes saisons aux particuliers, aux familles et aux groupes: hébergement, repas au Manoir, salles de rencontre et activités de plein air. Dans l'histoire de la Mauricie, ce centre a été un important lieu de rassemblement pour des évènements à caractère laïque ou religieux.
7. La Villa du Lac du Castor[7], une résidence secondaire construite par Pierre Thibault en 1998 et 2001 qui reçut le Prix d'excellence 2000 de l'Ordre des architectes du Québec.

## Jumelage
- Clamecy (Nièvre) (France) depuis 1996

## Galerie photos

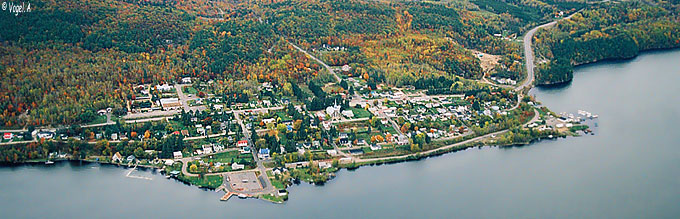
Vue aérienne de la municipalité de Grandes-Piles.
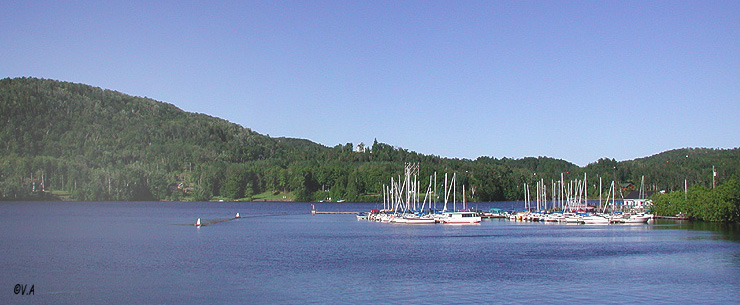
Marina de Grandes-Piles.
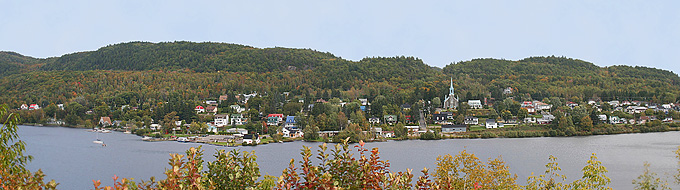
Grandes-Piles vue depuis St-Jean-des-Piles.
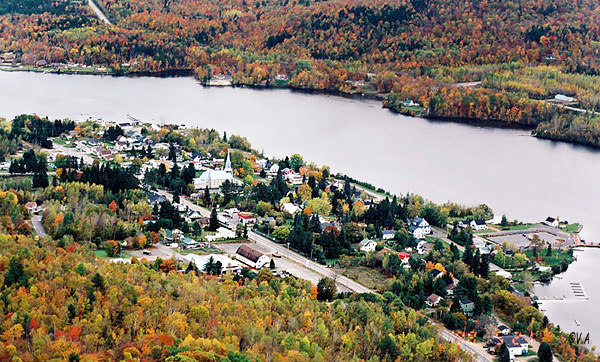
Le village en automne.

## Personnalités liées
- Yvon Fournier (1922-2016), homme d'affaires
- Ariane Gélinas (1984-…), romancière.